# ホーキング青山
ホーキング青山（ホーキング あおやま、本名：青山 世多加（あおやま せだか）、1973年12月7日 - 2023年12月12日）は、日本のお笑いタレント、漫談家、作家。
東京都大田区出身。芸名は理論物理学者で青山と同じく両手両足が不自由なスティーヴン・ホーキングに由来している。
落語をやる際の高座名は『古今テー志んショー者』改め『古開院亭大麻（こかいんていたいま）』（後述）。

## 人物
先天性多発性関節拘縮症（せんてんせい たはつせいかんせつこうしゅくしょう）のため、生まれたときから両手両足は使えなかった。本名の世多加は、両親の初デートがニール・セダカのコンサートだったことからつけられた。
1994年6月、大川興業の若手芸人コンテスト『すっとこどっこい』によってデビュー。“史上初の身体障害者お笑いタレント”となった。
ビートたけしに心酔しており、初めてネタがテレビで放送されたのは、たけし司会の『ここがヘンだよ日本人』だった。また、たけしが監督した映画『Dolls』、『首』にも出演している。後にたけしとの対談集も発刊している。
自身の日常風景や自伝、エッセイなどをまとめた文章を残しており、多数の著作がある。ベストセラーとなった乙武洋匡の『五体不満足』では、『言語道断!―ホーキング青山自伝』と類似した内容が語られており、ホーキング青山は『笑え!五体不満足』中で、乙武による盗作を冗談交じりに示唆している。実際乙武も『五体不満足』執筆前から青山を知っており、『笑え!五体不満足』出版の際には嬉しい気持ちになったと振り返っている。
2004年11月、ゲストに電撃ネットワークの南部虎弾と、コラムニストの中森明夫を招き、東京・銀座でデビュー10周年記念ライブ『十年十昔（じゅうねんじゅうむかし）』を開催。
2007年7月、春風亭小朝・笑福亭鶴瓶・立川志の輔ら「六人の会」主催の『大銀座落語祭2007』にて「ホーキング青山ライブ」を開催。
2008年7月、『大銀座落語祭2008』にて「ホーキング青山爆笑ライブ」を開催。
2009年9月、『差別をしよう!』（河出書房新社 14歳の世渡り術）発刊。
2006年1月〜2010年4月、"メジャー化計画"を掲げ、月1回のトークライブと年数回の単独ライブを都内で開催。
2015年7月、グレート義太夫と落語だけの二人会『うそつき迷人会』を開催。サプライズゲストで、立川梅春ことビートたけしが出演。このときに、高座名としてたけしから「古今テー志んショー者」と命名される。
2015年10月、グレート義太夫と落語だけの二人会『うそつき迷人会 その2』を開催。サプライズゲストで、立川梅春ことビートたけしが再び出演。
2018年3月、「字を変えているだけで、落語家でもないのに『古今亭』を名乗るのはいかがなものか」と一部の人から言われたことをたけしに相談したところ、新たに『古開院亭大麻（こかいんていたいま）』と命名される。名前の由来は「『古今亭』に近い音を探していたらこれになった」とのこと。
都内を中心にライブを開催したほか、従来の漫談に加え、落語や講談、一人コントにも挑戦した。
2014年6月から、YouTube「ホーキング青山チャンネル」で音声配信『週刊 ホーキング青山』をスタート。2020年9月から、動画版『週刊 ホーキング青山』をスタート。毎週土曜日更新。
芸能活動の一方、障害者の目線による理想の介護を目指し、2009年4月に『訪問介護事業所ENJOY』を設立。
2023年12月12日、東京都の病院で死去。50歳没。生涯独身だった。年が明けた2024年2月9日に所属事務所が青山のFacebookアカウントにて訃報を伝えた。

## ネタ
電動車いすに乗りながら、ステージ上で障害者による逆差別、障害者のセックス・排泄、障害者を見つめる他者の善意などを皮肉・風刺を込めた漫談を中心にその毒舌ぶりと暴言を含むブラックジョークで人気をもつ。
また時事ネタや社会ネタも多数行い、芸の幅を広げた。
2012年からは古典落語や講談にも挑戦。落語は古典落語に加え、車いす使用者が登場する新作落語や古典落語の改作も行った。主な持ちネタは、時そば（従来の古典と車いす使用者が登場するバージョンの2種類）、反対俥（車いす使用者が登場するバージョン）、唖の釣（車いす使用者が登場するバージョン）、車いすの青春（車いす使用者が登場する新作）、寿限無（古典）、紀州（古典）、雑俳（古典）、元犬（古典）、文七元結（古典）、子ほめ（古典）など。また、障害者の目線によるバリアフリー論や介護問題など昨今の福祉問題をテーマにした講演も行った。講演活動は、企業や自治体や学校など、幅広く展開した。

## 出演

### テレビ番組
- ここがヘンだよ日本人（TBS）
- スーパーテレビ情報最前線（日本テレビ）

他

### 映画
- Dolls（2002年）
- 白カラス（2008年）
- 暗闇から手をのばせ（2013年）
- 首（2023年）

## 著書
- 『言語道断!―ホーキング青山自伝』情報センター出版局 1996 「七転八転」幻冬舎アウトロー文庫
- 『笑え!五体不満足 車椅子の芸人ホーキング青山が生きることを本気で語る毒舌録』フーコー 1999
- 『UNIVERSAL SEX―性欲に身障も健常もない』海拓舎 2002 『お笑い! バリアフリー・セックス』ちくま文庫
- 『身障者・お笑い芸人という生き方』エイ出版社 2002（エッセイ集）
- 『ホーキング青山の傍若無人』創出版 2004
- 『差別をしよう!』14歳の世渡り術（エッセイ集）河出書房新社 2009年
- 『考える障害者』新潮新書 2017年

### 共著
- 『日本の差法』（ビートたけしとの対談）新風舎 2002　『無差別級トークバトル 日本の差法』新風舎文庫 2004
- 『Listen! あなたに聞いてほしい話』愛知出版（共著）2004

## 受賞
- ビートたけしのエンターテインメント賞・第2回（2002年）日本芸能大賞、第19回（2019年）特別芸能賞[5]